# Richard Easterlin
Richard Easterlin, né à Ridgefield Park, New Jersey, né le 12 janvier 1926 et mort le 14 décembre 2024, est un économiste américain. Il est professeur d'économie (chaire William R. Kenan Jr.) à l'université de Pennsylvanie de 1978 à 1982 avant de poursuivre sa carrière comme professeur à l'université de Californie du Sud. Il est président de la Population Association of America (PAA) en 1978, et président de l'Economic History Association de 1979 à 1980. 
Théoricien de l'économie du bien-être, il est le créateur du paradoxe qui porte son nom, selon lequel la mesure du développement de l'économie d'une société par le biais de l'évolution du produit intérieur brut (PIB) n'est pas pertinente. Plus précisément, Richard Easterlin a mis en évidence le fait qu'une fois qu'une société a atteint un certain seuil de richesse, la poursuite de son développement économique est sans influence sur l'évolution du bien-être moyen de sa population. Ou du moins, l'effet n'a cours que sur une partie seulement de cette dernière. L'évolution de ce bonheur est en réalité, selon Easterlin, à mettre en 
corrélation relative avec celle de la richesse des membres les plus fortunés de la société. En clair, ce sont ces derniers qui sont les plus heureux, mais uniquement parce que l'augmentation de l'inégalité leur permet de progresser économiquement plus vite que le reste de la population ; cela signifie donc qu'un membre d'une société dont l'évolution de la fortune se situe dans la moyenne ne se déclarera pas plus heureux, à l'inverse des éléments qui progressent plus rapidement. C'est donc, plus prosaïquement, le revenu relatif, et non sa progression brute, qu'il convient de prendre en compte. Cette relativité de l'évolution (pourtant existante) du sentiment de bien-être, comparativement à la croissance économique, aboutit donc à un paradoxe. 
L'indicateur du bonheur intérieur net (BIN), institué par le magazine économique français L'Expansion et un think tank canadien, se veut la traduction statistique des travaux de Richard Easterlin.

## Publications
- Does Economic Growth Improve the Human Lot ?, Éditions Nations and Households, 1974.